# Alpineskiën op de Olympische Winterspelen
De olympische sportdiscipline alpineskiën staat sinds 1936 op het programma van de Olympische Winterspelen.
Samen met de olympische sportdisciplines freestyleskiën, langlaufen, noordse combinatie, schansspringen en snowboarden wordt het  langlaufen georganiseerd door de Fédération Internationale de Ski (FIS) onder auspiciën van het Internationaal Olympisch Comité. 

## Edities
| Spelen    | Jaar      | Gaststad / Gastland                                                           | Plaats                                                                        | Accommodatie(s)                                                               | Datum                                                                         | Landen                                                                        | Sporters                                                                      | Sporters                                                                      | Sporters                                                                      | Ond.                                                                          | Winnaar medaillespiegel                                                       |
| Spelen    | Jaar      | Gaststad / Gastland                                                           | Plaats                                                                        | Accommodatie(s)                                                               | Datum                                                                         | Landen                                                                        | Totaal                                                                        | M                                                                             | V                                                                             | Ond.                                                                          | Winnaar medaillespiegel                                                       |
| --------- | --------- | ----------------------------------------------------------------------------- | ----------------------------------------------------------------------------- | ----------------------------------------------------------------------------- | ----------------------------------------------------------------------------- | ----------------------------------------------------------------------------- | ----------------------------------------------------------------------------- | ----------------------------------------------------------------------------- | ----------------------------------------------------------------------------- | ----------------------------------------------------------------------------- | ----------------------------------------------------------------------------- |
| XXV       | 2026      | Milaan en Cortina d'Ampezzo, Italië                                           | Bormio                                                                        | Pista Stelvio                                                                 | 6–22 februari                                                                 |                                                                               |                                                                               |                                                                               |                                                                               | 11                                                                            |                                                                               |
| XXIV      | 2022      | Peking, China                                                                 | Yanqing                                                                       | National Alpine Ski Centre                                                    | 6–19 februari                                                                 | 83                                                                            | 306                                                                           | 153                                                                           | 153                                                                           | 11                                                                            | Zwitserland                                                                   |
| XXIII     | 2018      | Pyeongchang, Zuid-Korea                                                       | Pyeongchang                                                                   | Yongpyong Ski Resort Jeongseon Alpine Centre                                  | 13–24 februari                                                                | 80                                                                            | 320                                                                           | 185                                                                           | 135                                                                           | 10                                                                            | Oostenrijk                                                                    |
| XXII      | 2014      | Sotsji, Rusland                                                               | Krasnaja Poljana                                                              | Rosa Choetor Alpine Resort                                                    | 9–22 februari                                                                 | 73                                                                            | 314                                                                           | 184                                                                           | 130                                                                           | 10                                                                            | Oostenrijk                                                                    |
| XXI       | 2010      | Vancouver, Canada                                                             | Whistler                                                                      | Whistler Blackcomb                                                            | 15–25 februari                                                                | 71                                                                            | 309                                                                           | 176                                                                           | 133                                                                           | 10                                                                            | Duitsland                                                                     |
| XX        | 2006      | Turijn, Italië                                                                | Sestriere Cesana Torinese                                                     | Sestriere San Sicario Fraiteve                                                | 12–25 februari                                                                | 60                                                                            | 287                                                                           | 168                                                                           | 80                                                                            | 10                                                                            | Oostenrijk                                                                    |
| XIX       | 2002      | Salt Lake City, Verenigde Staten                                              | Park City                                                                     | Deer Valley Resort Park City Mountain Resort Snowbasin                        | 10–23 februari                                                                | 51                                                                            | 278                                                                           | 157                                                                           | 121                                                                           | 10                                                                            | Kroatië                                                                       |
| XVIII     | 1998      | Nagano, Japan                                                                 | Hakuba Yamanouchi                                                             | Happo One Shiga-Kogen                                                         | 10–21 februari                                                                | 49                                                                            | 249                                                                           | 141                                                                           | 108                                                                           | 10                                                                            | Oostenrijk                                                                    |
| XVII      | 1994      | Lillehammer, Noorwegen                                                        | Ringebu Øyer                                                                  | Kvitfjell Hafjell                                                             | 13–27 februari                                                                | 45                                                                            | 250                                                                           | 140                                                                           | 110                                                                           | 10                                                                            | Duitsland                                                                     |
| XVI       | 1992      | Albertville, Frankrijk                                                        | Val-d'Isère Méribel Les Menuires                                              | Val-d'Isère Méribel Les Menuires                                              | 9–22 februari                                                                 | 50                                                                            | 321                                                                           | 210                                                                           | 111                                                                           | 10                                                                            | Oostenrijk                                                                    |
| XV        | 1988      | Calgary, Canada                                                               | Kananaskis Village                                                            | Nakiska                                                                       | 15–27 februari                                                                | 43                                                                            | 272                                                                           | 177                                                                           | 95                                                                            | 10                                                                            | Zwitserland                                                                   |
| XIV       | 1984      | Sarajevo, Joegoslavië                                                         | Trnovo                                                                        | Bjelašnica / Javorina                                                         | 13–19 februari                                                                | 42                                                                            | 225                                                                           | 149                                                                           | 76                                                                            | 6                                                                             | Verenigde Staten                                                              |
| XIII      | 1980      | Lake Placid, Verenigde Staten                                                 | Wilmington                                                                    | Whiteface Mountain                                                            | 14–23 februari                                                                | 30                                                                            | 174                                                                           | 108                                                                           | 66                                                                            | 6                                                                             | Liechtenstein                                                                 |
| XII       | 1976      | Innsbruck, Oostenrijk                                                         | Axams                                                                         | Patscherkofel Axamer Lizum                                                    | 5–14 februari                                                                 | 33                                                                            | 181                                                                           | 125                                                                           | 56                                                                            | 6                                                                             | Bondsrepubliek Duitsland                                                      |
| XI        | 1972      | Sapporo, Japan                                                                | Sapporo                                                                       | Eniwa Sapporo Teine                                                           | 5–13 februari                                                                 | 27                                                                            | 143                                                                           | 93                                                                            | 50                                                                            | 6                                                                             | Zwitserland                                                                   |
| X         | 1968      | Grenoble, Frankrijk                                                           | Chamrousse                                                                    | Recoin de Chamrousse Casserousse                                              | 6–17 februari                                                                 | 33                                                                            | 191                                                                           | 136                                                                           | 55                                                                            | 6                                                                             | Frankrijk                                                                     |
| IX        | 1964      | Innsbruck, Oostenrijk                                                         | Axams                                                                         | Patscherkofel Axamer Lizum                                                    | 30 januari – 8 februari                                                       | 31                                                                            | 174                                                                           | 119                                                                           | 55                                                                            | 6                                                                             | Frankrijk                                                                     |
| VIII      | 1960      | Squaw Valley, Verenigde Staten                                                | Squaw Valley                                                                  | Squaw Valley Ski Resort                                                       | 20–26 februari                                                                | 22                                                                            | 133                                                                           | 82                                                                            | 51                                                                            | 6                                                                             | Zwitserland                                                                   |
| VII       | 1956      | Cortina d'Ampezzo, Italië                                                     | Cortina d'Ampezzo                                                             | Olimpia delle Tofane Monte Faloria                                            | 26 januari – 3 februari                                                       | 29                                                                            | 183                                                                           | 124                                                                           | 59                                                                            | 6                                                                             | Oostenrijk                                                                    |
| VI        | 1952      | Oslo, Noorwegen                                                               | Krødsherad                                                                    | Norefjell Rødkleiva                                                           | 14–20 februari                                                                | 28                                                                            | 166                                                                           | 114                                                                           | 52                                                                            | 6                                                                             | Oostenrijk                                                                    |
| V         | 1948      | Sankt Moritz, Zwitserland                                                     | Sankt Moritz                                                                  | Corniglia                                                                     | 2–5 februari                                                                  | 25                                                                            | 167                                                                           | 127                                                                           | 40                                                                            | 6                                                                             | Zwitserland                                                                   |
| -         | 1944      | Toegekend aan Cortina d'Ampezzo, maar afgelast vanwege de Tweede Wereldoorlog | Toegekend aan Cortina d'Ampezzo, maar afgelast vanwege de Tweede Wereldoorlog | Toegekend aan Cortina d'Ampezzo, maar afgelast vanwege de Tweede Wereldoorlog | Toegekend aan Cortina d'Ampezzo, maar afgelast vanwege de Tweede Wereldoorlog | Toegekend aan Cortina d'Ampezzo, maar afgelast vanwege de Tweede Wereldoorlog | Toegekend aan Cortina d'Ampezzo, maar afgelast vanwege de Tweede Wereldoorlog | Toegekend aan Cortina d'Ampezzo, maar afgelast vanwege de Tweede Wereldoorlog | Toegekend aan Cortina d'Ampezzo, maar afgelast vanwege de Tweede Wereldoorlog | Toegekend aan Cortina d'Ampezzo, maar afgelast vanwege de Tweede Wereldoorlog | Toegekend aan Cortina d'Ampezzo, maar afgelast vanwege de Tweede Wereldoorlog |
| -         | 1940      | Toegekend aan Sapporo, maar afgelast vanwege de Tweede Wereldoorlog           | Toegekend aan Sapporo, maar afgelast vanwege de Tweede Wereldoorlog           | Toegekend aan Sapporo, maar afgelast vanwege de Tweede Wereldoorlog           | Toegekend aan Sapporo, maar afgelast vanwege de Tweede Wereldoorlog           | Toegekend aan Sapporo, maar afgelast vanwege de Tweede Wereldoorlog           | Toegekend aan Sapporo, maar afgelast vanwege de Tweede Wereldoorlog           | Toegekend aan Sapporo, maar afgelast vanwege de Tweede Wereldoorlog           | Toegekend aan Sapporo, maar afgelast vanwege de Tweede Wereldoorlog           | Toegekend aan Sapporo, maar afgelast vanwege de Tweede Wereldoorlog           | Toegekend aan Sapporo, maar afgelast vanwege de Tweede Wereldoorlog           |
| IV        | 1936      | Garmisch-Partenkirchen, Duitsland                                             | Garmisch-Partenkirchen                                                        | Kandahar-Abfahrt Gudiberg                                                     | 7–9 februari                                                                  | 26                                                                            | 103                                                                           | 66                                                                            | 37                                                                            | 2                                                                             | Duitsland                                                                     |
| 1924-1932 | 1924-1932 | Geen alpineskiën op de Olympische Winterspelen                                | Geen alpineskiën op de Olympische Winterspelen                                | Geen alpineskiën op de Olympische Winterspelen                                | Geen alpineskiën op de Olympische Winterspelen                                | Geen alpineskiën op de Olympische Winterspelen                                | Geen alpineskiën op de Olympische Winterspelen                                | Geen alpineskiën op de Olympische Winterspelen                                | Geen alpineskiën op de Olympische Winterspelen                                | Geen alpineskiën op de Olympische Winterspelen                                | Geen alpineskiën op de Olympische Winterspelen                                |

## Onderdelen
| Onderdeel | Onderdeel       | 36 | 48 | 52 | 56 | 60 | 64 | 68 | 72 | 76 | 80 | 84 | 88 | 92 | 94 | 98 | 02 | 06 | 10 | 14 | 18 | 22 | 26 | Totaal |  |
| --------- | --------------- | -- | -- | -- | -- | -- | -- | -- | -- | -- | -- | -- | -- | -- | -- | -- | -- | -- | -- | -- | -- | -- | -- | ------ |  |
| Mannen    | Combinatie      | •  | •  |    |    |    |    |    |    |    |    |    | •  | •  | •  | •  | •  | •  | •  | •  | •  | •  | •  | 13     |  |
| Mannen    | Afdaling        |    | •  | •  | •  | •  | •  | •  | •  | •  | •  | •  | •  | •  | •  | •  | •  | •  | •  | •  | •  | •  | •  | 21     |  |
| Mannen    | Slalom          |    | •  | •  | •  | •  | •  | •  | •  | •  | •  | •  | •  | •  | •  | •  | •  | •  | •  | •  | •  | •  | •  | 21     |  |
| Mannen    | Reuzenslalom    |    |    | •  | •  | •  | •  | •  | •  | •  | •  | •  | •  | •  | •  | •  | •  | •  | •  | •  | •  | •  | •  | 20     |  |
| Mannen    | Super G         |    |    |    |    |    |    |    |    |    |    |    | •  | •  | •  | •  | •  | •  | •  | •  | •  | •  | •  | 11     |  |
|           |                 |    |    |    |    |    |    |    |    |    |    |    |    |    |    |    |    |    |    |    |    |    |    |        |  |
| Vrouwen   | Combinatie      | •  | •  |    |    |    |    |    |    |    |    |    | •  | •  | •  | •  | •  | •  | •  | •  | •  | •  | •  | 13     |  |
| Vrouwen   | Afdaling        |    | •  | •  | •  | •  | •  | •  | •  | •  | •  | •  | •  | •  | •  | •  | •  | •  | •  | •  | •  | •  | •  | 21     |  |
| Vrouwen   | Slalom          |    | •  | •  | •  | •  | •  | •  | •  | •  | •  | •  | •  | •  | •  | •  | •  | •  | •  | •  | •  | •  | •  | 21     |  |
| Vrouwen   | Reuzenslalom    |    |    | •  | •  | •  | •  | •  | •  | •  | •  | •  | •  | •  | •  | •  | •  | •  | •  | •  | •  | •  | •  | 20     |  |
| Vrouwen   | Super G         |    |    |    |    |    |    |    |    |    |    |    | •  | •  | •  | •  | •  | •  | •  | •  | •  | •  | •  | 11     |  |
|           |                 |    |    |    |    |    |    |    |    |    |    |    |    |    |    |    |    |    |    |    |    |    |    |        |  |
| Gemengd   | Landenwedstrijd |    |    |    |    |    |    |    |    |    |    |    |    |    |    |    |    |    |    |    | •  | •  |    | 2      |  |
| Totaal    | Totaal          | 2  | 6  | 6  | 6  | 6  | 6  | 6  | 6  | 6  | 6  | 6  | 10 | 10 | 10 | 10 | 10 | 10 | 10 | 10 | 11 | 11 | 10 | 174    |  |

## Medaillewinnaars
Succesvolste olympiërs
De 'succesvolste olympiër' bij het alpineskiën is de Noor Kjetil André Aamodt met vier gouden, twee zilveren en twee bronzen medailles. Ook zijn totaal van acht is het grootste aantal dat een alpineskiër behaalde. De enige andere met vier gouden medailles is de Kroaatse Janica Kostelić. Naast Aamodt en Kostelić wonnen zeven andere alpineskiërs (m/v) ten minste drie gouden medailles.
| P | Olympiër            | Land | Editie(s)            | Goud | Zilver | Brons | T | Onderdeel                                                   |
| - | ------------------- | ---- | -------------------- | ---- | ------ | ----- | - | ----------------------------------------------------------- |
| 1 | Kjetil André Aamodt | NOR  | 1992-1994, 2002-2006 | 4    | 2      | 2     | 8 | combinatie (2), afdaling (1), reuzenslalom (1), super-g (4) |
| 2 | Janica Kostelić     | CRO  | 2002-2006            | 4    | 2      | 0     | 6 | combinatie (2), afdaling (1), reuzenslalom (1), super-g (2) |
| 3 | Alberto Tomba       | ITA  | 1988-1994            | 3    | 2      | 0     | 5 | slalom (3), reuzenslalom (2)                                |
| 4 | Vreni Schneider     | SUI  | 1988, 1994           | 3    | 1      | 1     | 5 | combinatie (1), slalom (2), reuzenslalom (2)                |
| 5 | Deborah Compagnoni  | ITA  | 1992-1998            | 3    | 1      | 0     | 4 | slalom (1), reuzenslalom (2), super-g (1)                   |
| 5 | Maria Höfl-Riesch   | GER  | 2010-2014            | 3    | 1      | 0     | 4 | combinatie (2), reuzenslalom (1), super-g (1)               |
| 7 | Katja Seizinger     | GER  | 1992-1998            | 3    | 0      | 2     | 5 | combinatie (1), afdaling (2), reuzenslalom (1), super-g (1) |
| 8 | Toni Sailer         | AUT  | 1956                 | 3    | 0      | 0     | 3 | afdaling (1), slalom (1), reuzenslalom (1)                  |
| 8 | Jean-Claude Killy   | FRA  | 1972                 | 3    | 0      | 0     | 3 | afdaling (1), slalom (1), reuzenslalom (1)                  |

Meervoudige medaillewinnaars
Medaillewinnaars met ten minste vier medailles in totaal.
| Olympiër           | Land | Editie(s)       | T | Goud | Zilver | Brons | Onderdeel                                                   |
| ------------------ | ---- | --------------- | - | ---- | ------ | ----- | ----------------------------------------------------------- |
| Bode Miller        | USA  | 2002, 2010-2014 | 6 | 1    | 3      | 2     | combinatie (2), afdaling (1), reuzenslalom (1), super-g (2) |
| Anja Pärson        | SWE  | 2002-2010       | 6 | 1    | 1      | 4     | combinatie (2), afdaling (1), slalom (2), reuzenslalom (1)  |
| Lasse Kjus         | NOR  | 1994-2002       | 5 | 1    | 3      | 1     | combinatie (2), afdaling (2), reuzenslalom (1)              |
| Kjetil Jansrud     | NOR  | 2010-2018       | 5 | 1    | 2      | 2     | afdaling (2), reuzenslalom (1), super-g (2)                 |
| Tina Maze          | SLO  | 2010-2014       | 4 | 2    | 2      | 0     | afdaling (1), reuzenslalom (2), super-g (1)                 |
| Hanni Wenzel       | LIE  | 1976-1980       | 4 | 2    | 1      | 1     | afdaling (1), slalom (2), reuzenslalom (1)                  |
| Hermann Maier      | AUT  | 1998, 2006      | 4 | 2    | 1      | 1     | reuzenslalom (2), super-g (2)                               |
| Aksel Lund Svindal | NOR  | 2010, 2018      | 4 | 2    | 1      | 1     | afdaling (2), reuzenslalom (1), super-g (1)                 |
| Benjamin Raich     | AUT  | 2002-2006       | 4 | 2    | 0      | 2     | combinatie (1), slalom (2), reuzenslalom (1)                |
| Stephan Eberharter | AUT  | 1998-2002       | 4 | 1    | 2      | 1     | afdaling (1), reuzenslalom (2), super-g (1)                 |
| Julia Mancuso      | USA  | 2006-2014       | 4 | 1    | 2      | 1     | combinatie (2), afdaling (1), reuzenslalom (1)              |
| Ivica Kostelić     | CRO  | 2006-2014       | 4 | 0    | 4      | 0     | combinatie (3), slalom (1)                                  |
| Marlies Schild     | AUT  | 2006-2014       | 4 | 0    | 3      | 1     | combinatie (1), slalom (3)                                  |

## Medaillespiegel
Tot en met de Olympische Winterspelen van 2022.
| Plaats | Land                     | NOC    | Goud | Zilver | Brons | Totaal |
| ------ | ------------------------ | ------ | ---- | ------ | ----- | ------ |
| 1      | Oostenrijk               | AUT    | 40   | 44     | 44    | 128    |
| 2      | Zwitserland              | SUI    | 27   | 23     | 25    | 75     |
| 3      | Verenigde Staten         | USA    | 17   | 21     | 10    | 48     |
| 4      | Frankrijk                | FRA    | 16   | 17     | 18    | 51     |
| 5      | Italië                   | ITA    | 14   | 11     | 11    | 36     |
| 6      | Duitsland                | GER    | 12   | 8      | 7     | 27     |
| 7      | Noorwegen                | NOR    | 11   | 14     | 15    | 40     |
| 8      | Zweden                   | SWE    | 8    | 2      | 9     | 19     |
| 9      | Kroatië                  | CRO    | 4    | 6      | 0     | 10     |
| 10     | Canada                   | CAN    | 4    | 1      | 7     | 12     |
| 11     | Bondsrepubliek Duitsland | FRG    | 3    | 5      | 1     | 9      |
| 12     | Slovenië                 | SLO    | 2    | 3      | 3     | 8      |
| 13     | Liechtenstein            | LIE    | 2    | 2      | 6     | 10     |
| 14     | Duits eenheidsteam       | EUA    | 2    | 1      | 2     | 5      |
| 15     | Tsjechië                 | CZE    | 1    | 0      | 1     | 2      |
| 15     | Spanje                   | ESP    | 1    | 0      | 1     | 2      |
| 17     | Slowakije                | SVK    | 1    | 0      | 0     | 1      |
| 18     | Luxemburg                | LUX    | 0    | 2      | 0     | 2      |
| 18     | Joegoslavië              | YUG    | 0    | 2      | 0     | 2      |
| 20     | Finland                  | FIN    | 0    | 1      | 0     | 1      |
| 20     | Japan                    | JPN    | 0    | 1      | 0     | 1      |
| 20     | Nieuw-Zeeland            | NZL    | 0    | 1      | 0     | 1      |
| 20     | Rusland                  | RUS    | 0    | 1      | 0     | 1      |
| 23     | Australië                | AUS    | 0    | 0      | 1     | 1      |
| 23     | Tsjecho-Slowakije        | TCH    | 0    | 0      | 1     | 1      |
| 23     | Sovjet-Unie              | URS    | 0    | 0      | 1     | 1      |
| Totaal | Totaal                   | Totaal | 165  | 166    | 163   | 494    |

Garmisch-Partenkirchen 1936 · St. Moritz 1948 · Oslo 1952 · Cortina d'Ampezzo 1956 · Squaw Valley 1960 · Innsbruck 1964 · Grenoble 1968 · Sapporo 1972 · Innsbruck 1976 · Lake Placid 1980 · Sarajevo 1984 · Calgary 1988 · Albertville 1992 · Lillehammer 1994 · Nagano 1998 · Salt Lake City 2002 · Turijn 2006 · Vancouver 2010 · Sotsji 2014 · Pyeongchang 2018 · Peking 2022
Lijst van olympische medaillewinnaars
Olympische Zomerspelen
Olympische Winterspelen
Gerelateerd
Olympische Jeugdspelen · Paralympische Spelen · Deaflympische Spelen · Special Olympic World Games
IOC · COA · BOIC · NOC*NSF · NAOC · SOC